# Salamis languida
Salamis languida är en fjärilsart som beskrevs av Max Bartel 1905. Salamis languida ingår i släktet Salamis och familjen praktfjärilar. Inga underarter finns listade i Catalogue of Life.